# Batalha de Saucourt-en-Vimeu

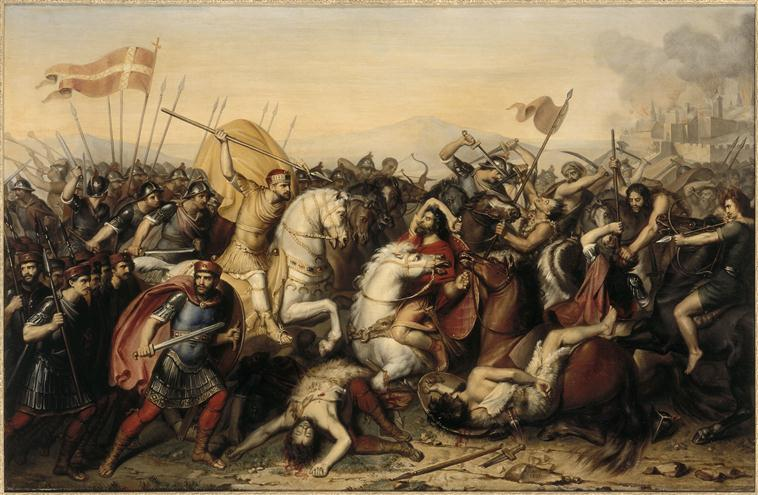
Batalha de Saucourt-en-Vimeu, retratada por Jean-Joseph Dassy

A Batalha de Saucourt fez parte das invasões vikings da Frância Ocidental e ocorreu entre as forças dos vikings e as tropas dos reis da Frância Ocidental, Luís III da França e seu irmão Carlomano II, em 3 de agosto de 881 em Saucourt-en-Vimeu.

## Antecedentes
Após a Batalha de Thimeon, perto de Charleroi, onde os vikings foram derrotados por Luís, o Jovem, rei da Frância Oriental, eles retomaram seus ataques ao reino franco ocidental. Depois de tomar Kortrijk em novembro de 880, eles invadiram Arras e Cambrai em dezembro. Mais tarde, em 881, eles saquearam Amiens e Corbie.

## Batalha
Luís e Carlomano foram vitoriosos, no que deve ter sido uma rara batalha campal, contra os invasores do norte, nos quais cerca de 9 000 vikings foram mortos de acordo com os Annales Fuldenses. A batalha é celebrada no antigo poema do alto alemão Ludwigslied.
Apesar de vencer a batalha, Luís não conseguiu tirar vantagem dessa vitória, pois morreria em um acidente em 882.  A batalha de Saucourt não impediu os ataques vikings, que passaram a atacar a Lotaríngia.